# Epiduralni hematom
Epiduralni hematom pomeni krvavitev med čvrsto zunanjo ovojnico možganov (dura mater) in lobanjo. Ob poškodbi glave, v sklopu katere pride do nastanka epiduralne krvavitve, najprej navadno nastopi izguba zavesti, tej sledi obdobje prehodne ponovne pridobitve zavesti (lucidni interval), nato pa se pojavijo simptomi, ki kažejo na porast znotrajlobanjskega tlaka. Lucidni interval praviloma traja nekaj ur in označuje obdobje, ko se novonastali prostor med lobanjo in duro šele polni s krvjo, zato bolnik navadno ne zaznava nobenih težav in simptomov. Če zaradi kopičenja krvi pride do pomembnega porasta znotrajlobanjskega tlaka, nastopi razmeroma značilna klinična slika, ki vključuje hipertenzijo, upočasnjen srčni ritem in nepravilen vzorec dihanja (t.i. Cushingova triada). Neukrepanje lahko privede do ponovnih motenj zavesti in smrti. Drugi simptomi in znaki povišanega tlaka lahko vključujejo glavobol, zmedenost, bruhanje, nezmožnost premikanja delov telesa in oči ter razširitev zenic z neozivnostjo na svetlobo. Zapleti lahko vključujejo konvulzije.
Vzrok epiduralnega hematoma je običajno poškodba glave, ki povzroči zlom senčnice in krvavitev iz srednje meningealne arterije. Občasno se lahko pojavi kot posledica motnje strjevanja krvi ali malformacije krvne žile. Diagnoza se običajno postavi s CT-slikanjem ali MR-slikanjem. Kadar se to stanje pojavi v hrbtenici, ga imenujemo spinalni epiduralni hematom.
Epiduralni hematom običajno zdravimo z urgentno operacijo, in sicer kraniotomijo ali trepanacijo. Brez zdravljenja običajno nastopi smrt. Stanje se pojavi pri enem do štirih odstotkih poškodb glave, največkrat pri mladih odraslih. Moški so prizadeti pogosteje kot ženske.